# Jean Ciza
Jean Gaspard Ciza es un economista burundés, que desde 2012 es el gobernador del Banco de la República de Burundi.
Fue nombrado como gobernador el 9 de agosto de 2012 sucediendo a Gaspard Sindayigaya. Ciza era director de la Banque Commerciale du Burundi (BANCOBU).